# Oakville (Missouri)
Pour les articles homonymes, voir Oakville.
Oakville est une ville du Missouri, dans le Comté de Comté de Saint Louis.